# Stephan von Huene
Stephan von Huene (* 15 de septiembre de 1932 en Los Ángeles; † 5 de septiembre de 2000 en Hamburgo), fue un artista estadounidense de ascendencia alemana conocido sobre todo por sus esculturas acústicas en las que el arte y la ciencia van de la mano. Destaca sobre todo por la unión de imagen, sonido y movimiento en una experiencia sinestésica de alto valor cognitivo.

## Vida
Stephan von Huene estudió pintura, dibujo y diseño en el Chouinard Art Institute (Bachelor of Arts), así como arte e historia del arte en la University of California, Los Ángeles (Master of Arts). Sus primeros cuadros abstracto-expresionistas, y sus posteriores collages surgieron a comienzos de los años sesenta. Paralelamente produjo una serie de dibujos principalmente figurativos al lapicero y a la pluma. El dibujo como forma lúdica en constante búsqueda, guiada por un objetivo, supuso para von Huene una parte esencial de sus trabajos durante toda su vida. Este ejercicio le servía tanto para la introspección como para la producción de ideas. El fenómeno de la onomatopeya se muestra ya en sus primeros dibujos y pinturas.
En los años sesenta realiza una serie de esculturas inspiradas por el Surrealismo en madera, cuero y otros materiales. Entre 1964 y 1970 construye Stephan von Huene sus primeras esculturas acústicas. Estas se basan en investigaciones sobre las cualidades acústica de diferentes instrumentos, pianos mecánicos (pianola), autómatas y órganos. Estas primeras obras funcionan con cintas perforadas. En este contexto desarrolla el artista un extenso estudio de fenómenos acústicos. Para tal fin se sirve de la obra de Hermann von Helmholtz "Lehre von den Tonempfindungen" (1865) así como del libro de Dayton C. Millers "The Science of musical Sounds" (1916).

## Obra (Selección)
- Kaleidophonic Dog, 1967 (Los Angeles County Museum)
- Tap Dancer, 1967 (Legado de Ed Kienholz)
- Totem Tones I-IV, 1969 (diversos propietarios)
- Rosebud Annunciator (Museum Ludwig, Köln)
- Text Tones, 1979/82/3 (Hamburger Kunsthalle)
- Die Zauberflöte, 1985 (Legado de Stephan von Huene)
- Erweiterter Schwitters, 1987 (Sprengel Museum, Hannover)
- Tisch Tänzer, 1988/93 (ZKM │ Museum für Neue Kunst, Karlsruhe)
- Lexichaos, 1990 (Helmholtz Institut an der Humboldt Universität, Berlín)
- Drum II, 1992 (Wilhelm Lehmbruck Museum, Duisburg)
- Die Neue Lore Ley II, 1997 (Max Liebermann Haus, Fundación "Brandenburger Tor", Berlín)
- What’s wrong with Art?, 1997 (Legado de Stephan von Huene)
- Sirenen Low, 1999 (Staatliche Kunstsammlungen Dresden, Albertinum)

## Exposiciones (Selección)
Exposiciones individuales
- 2005/06 Stephan von Huene - Grenzgänger, Grenzverschieber, ZKM, Karlsruhe.[1]
- 2002/03 Tune the World. Stephan von Huene. Die Retrospektive, Haus der Kunst, Múnich; Stiftung Wilhelm Lehmbruck Museum, Duisburgo; Hamburger Kunsthalle, Hamburgo.[2]
- 1998 What's wrong with Culture?, Neues Museum Weserburg, Bremen
- 1990 Klangskulpturen, Louisiana Museum, Humlebæk (Kat.); Galerie Hans Mayer, Düsseldorf; Lexichaos, Hamburger Kunsthalle, Hamburgo.
- 1983/84 Staatliche Kunsthalle Baden-Baden, Baden-Baden (Kat.); Kestnergesellschaft, Hannover; Museum Ludwig, Colonia; Berliner Kunstverein im Charlottenburger Schloss, Berlín
- 1974 Museum of Contemporary Art, Chicago
- 1970 Whitney Museum of American Art, New York; San Francisco Museum of Modern Art, San Francisco
- 1969 Los Angeles County Museum of Art. Los Ángeles

Exposiciones colectivas
- 2014 Art or Sound, Fondazione Prada, Venedig
- 2008 Babylon. Mythos und Wahrheit, Pergamon Museum, Berlín
- 2006 Ein Zauberflöten-Automat, Ausstellung zum 350. Geburtstag von W. A. Mozart, Kunsthistorisches Museum Wien, Viena
- 2000 Sonic Boom, Hayward Gallery, London; Theatrum Naturae et Artis, Martin-Gropius-Bau, Berlín; Maschinentheater, Städtische Museen Heilbronn, Heilbronn
- 1996 Sonambiente, Festival für Hören und Sehen, Akademie der Künste, Berlín
- 1995 46. Biennale, Venedig
- 1993 Artec 93, Nagoya, Japan; Multimediale 3, ZKM, Karlsruhe
- 1987 documenta 8, Kassel
- 1986 Inventionen 86. Musik und Sprache, Akademie der Künste, Berlín
- 1985 Vom Klang der Bilder, Staatsgalerie Stuttgart, Stuttgart
- 1980 Für Augen und Ohren, Akademie der Künste, Berlín
- 1979 Sound Sculpture, Los Angeles Institute of Contemporary Art, Los Ángeles
- 1976 37. Biennale, Venedig. Painting and Sculpture in California, San Francisco
- 1975 Sehen um zu hören, Düsseldorf/San Francisco
- 1973 Sound Sculpture, Vancouver Art Gallery, Vancouver
- 1972 California Institute of Technology, Pasadena
- 1968 The West Coast Now, Portland
- 1967 Electro Magica (International Electric Art Exhibit), Tokio
- 1967 American Sculpture of the Sixties, New York/Los Angeles/Washington D. C.
- 1966 California Art Now, San Francisco/Seattle/Washington
- 1962 Long Beach Museum
- 1961 Pasadena Art Museum